# Zhou Fohai
Zhou Fohai, född 29 maj 1897 i Yuanling, Hunan, död 28 februari 1948 i Nanjing, var en kinesisk politiker och kollaboratör med den japanska ockupationsmakten 1940-45.
Zhou föddes i Hunan-provinsen och sändes till Japan för att studera efter Xinhairevolutionen 1911. I Japan blev han attrahera till marxismen och deltog i grundandet av Kinas kommunistiska parti 1921. Han övergav dock kommunismen 1924 och blev istället en högt uppsatt ämbetsman i Kuomintang, men var skarpt kritisk mot Chiang Kai-shek och höll nära förbindelser med personer i partiets vänsterflygel som Liao Zhongkai och Wang Jingwei.
Under den japanska ockupationen av Kina slöt han sig till Wang Jingweis samarbetsregim i Nanjing och var Shanghais borgmästare 1944-45. Efter kriget fördes han till Chongqing och dömdes till döden för sin kollaboration med Japan, men fick domen omvandlad till livstids fängelse. Han avled i fängelse i Nanjing på grund av hjärtproblem.